# Referendum na Slovensku 1998
Referendum na Slovensku v roce 1998, které se konalo ve dnech 25. a 26. září 1998, bylo třetím referendem na Slovensku. Účast v referendu byla 44,25 % a proto bylo neplatné.
Referendová otázka: "Jste pro, aby Národní rada Slovenské republiky přijala ústavní zákon, kterým se zakáže privatizace těchto strategických podniků:
1. Západoslovenské energetické závody š. p. Bratislava,
2. Stredoslovenské energetické závody š. p. Žilina,
3. Východoslovenské energetické závody š. p. Košice,
4. Slovenský plynárenský priemysel š. p. Bratislava,
5. Slovenské elektrárne a. s. Bratislava,
6. Transpetrol a. s. Bratislava?"[3] (ANO hlasovalo více než 90 % voličů.)

Iniciátorem referenda byla strana HZDS. Petiční výbor odevzdal zastupujícímu prezidentovi (vládě SR) téměř  450 000 podpisů. Referendum se konalo během parlamentních voleb 1998.

## Výsledky
| Výběr                  | Hlasy     | %    |
| ---------------------- | --------- | ---- |
| pro                    |           | 84.3 |
| Proti                  |           | 15.7 |
| Neplatné/prázdné hlasy |           | –    |
| Celkem                 | 1,731,854 | 100  |
| Zdroj: Nohlen & Stöver |           |      |